# ديزة كثيفة الأزهار
ديزة كثيفة الأزهار (الاسم العلمي:Disa densiflora) هي نوع من النباتات تتبع جنس الديزة من الفصيلة السحلبية.